# Xã Sedgwick, Quận Harvey, Kansas
Xã Sedgwick (tiếng Anh: Sedgwick Township) là một xã thuộc quận Harvey, tiểu bang Kansas, Hoa Kỳ. Năm 2010, dân số của xã này là 1.833 người.